# Acanthiza pusilla
La acantiza parda (Acanthiza pusilla) es una especie de ave Passeriformes, de la familia Pardalotidae, perteneciente al género Acanthiza. Su nombre común es Brown Thornbill. Es un ave que habita en el este y el sudeste de Australia, incluyendo Tasmania. Puede crecer hasta 10 cm de largo, y se alimenta de insectos.

## Subespecies
- Acanthiza pusilla archibaldi
- Acanthiza pusilla bunya
- Acanthiza pusilla dawsonensis
- Acanthiza pusilla diemenensis
- Acanthiza pusilla mcgilli
- Acanthiza pusilla pusilla
- Acanthiza pusilla zietzi